# Elecciones al Senado de los Estados Unidos de 2010 en Alaska
Las elecciones al Senado de los Estados Unidos de 2010 en Alaska se llevaron a cabo el 2 de noviembre de 2010 para escoger a un miembro del Senado de los Estados Unidos en representación del Estado de Alaska, junto con 33 elecciones al Senado en otros estados, elecciones en todos los estados para la Cámara de Representantes de los Estados Unidos, así como diversas elecciones estatales y locales.
Las elecciones generales fueron precedidas por elecciones primarias que se llevaron a cabo el 24 de agosto de 2010. Scott McAdams, el alcalde de Sitka, se convirtió en el candidato demócrata; Joe Miller, abogado y exmagistrado federal, se convirtió en el candidato republicano después de derrotar a la senadora estadounidense en ejercicio, Lisa Murkowski. Miller fue respaldado por el movimiento Tea Party y la exgobernadora Sarah Palin. Murkowski anunció que, independientemente de su derrota en las primarias, se presentaría a las elecciones generales como candidata por escrito.
Murkowski obtuvo más de 100.000 votos por escrito en las elecciones generales, 8.000 de los cuales fueron impugnados por Miller por varios errores, incluidos errores ortográficos menores. Incluso si todos los votos impugnados hubieran sido descartados, Murkowski todavía habría tenido una ventaja de más de 2.100 votos al final del conteo. Associated Press y el Partido Republicano de Alaska declararon la carrera a favor de Murkowski el 17 de noviembre, y Murkowski se proclamó ganadora el 18 de noviembre. Miller no reconoció la derrota y en su lugar presentó desafíos legales que impidieron que la División de Elecciones de Alaska certificara a Murkowski como la ganadora. El 10 de diciembre, el Tribunal Superior de Alaska en Juneau rechazó los reclamos de Miller sobre la ley estatal, dictaminando que los estatutos y la jurisprudencia de Alaska no requieren una ortografía perfecta en las boletas electorales si la intención del votante es clara. El juez de la Corte Superior también desestimó las acusaciones de fraude electoral de Miller basándose en especulaciones. Miller llevó su apelación a la Corte Suprema de Alaska, citando una disposición en el estatuto electoral de Alaska que dice que no existen "excepciones" a las reglas para el conteo de boletas y argumentando que, por lo tanto, todas las boletas con errores ortográficos u otras desviaciones debían descartarse. El tribunal escuchó los argumentos orales el 17 de diciembre. Miller también tenía un caso pendiente en un tribunal federal que planteaba reclamos constitucionales norteamericanos de que las cláusulas sobre elecciones y sobre debido proceso fueron violadas por las autoridades electorales estatales; el tribunal federal podría considerar los reclamos una vez que se hayan agotado las opciones del tribunal estatal de Miller.
El 30 de diciembre de 2010, los funcionarios del estado de Alaska certificaron a Lisa Murkowski como la ganadora de las elecciones, convirtiéndola en la segunda candidata al Senado de los Estados Unidos desde la aprobación de la Decimoséptima Enmienda en ganar las elecciones por escrito y derrotar a los candidatos con presencia en la cédula, después de Strom Thurmond en 1954. El 31 de diciembre, Miller anunció en una conferencia de prensa en Anchorage que reconocía la derrota. Murkowski se convirtió así en la primera persona en 40 años en ganar las elecciones al Senado con menos del 40% de los votos.